# „Загорка“ (компания)
Вижте пояснителната страница за други значения на Загорка.
„Загорка“ АД е акционерно дружество с основен предмет на дейност производство на бира, със седалище град Стара Загора.
Дружеството е правоприемник на:
- Пивоварна фабрика „Бъдащност“ (1902 – 1918)
- Пивоварна фабрика „Тракия“ АД (1918 – 1927)
- Пивоварна фабрика „Загорка“ (1958 – 1968)
- Пивоварен завод „Загорка“ (1968 – 1990)
- Държавна фирма „Загорка“ (1990 – 1991)
- „Загорка“ ЕООД (1991 – 1994)
- „Загорка“ ЕАД (1994).

Както и на Пивоварна Ариана АД – гр. София, която през 2003 г. се влива в „Загорка“ АД.

## История на „Загорка“ АД

### 1902 – 1927
През 1902 г. завършилият медицина в Прага д-р Константин Кожухаров се завръща в гр. Стара Загора и заедно със свои съграждани решава да построи пивоварна фабрика в родния си град. В новото предприятие се влагат капитали на местното Кредитно акционерно дружество „Бъдащност“. То е основано през 1886 г. като Старозагорско икономическо търговско акционерно дружество „Бъдъщност“ с основен капитал 500 000 лева. С 2/3 от капиталите си дружеството извършва банкови и финансови операции, а останалите влага в търговски и индустриални начинания. През 1896 г. се трансформира в Търговско акционерно дружество, започва и изплащането на дивиденти. Дружеството става основен акционер на новата пивоварна фабрика „Бъдащност“. В нея са вложени 800 000 лева, машините са доставени от Чехия и Германия. Привлечени са специалисти пивовари от чужбина. Във фабриката работят 25 – 28 души при 12 часов работен ден. Предприятието се насърчава от държавата. През 1907 година на Лондонското изложение продукцията на пивоварната „Бъдащност“ получава първа награда.
Пивоварната фабрика носи името „Бъдащност“, но старозагорци я наричат „Бирарията“. Предприятието първоначално преуспява с паричната подкрепа на основния си акционер, но само няколко години по-късно се сблъсква със сериозни трудности. На 8 юли 1907 г. работниците в пивоварната фабрика „Бъдащност“ обявяват стачка. Причините са тежките условия на труда и ниските заплати. Пласментът на пивото среща затруднения, тъй като пивото тогава все още не е популярна напитка. Прави се опит за износ на продукцията в Истанбул, но поради липса на хладилни вагони, пласментът в чужбина се проваля. Липсват подготвени българи технолози, което налага да се ангажират чужденци от Чехия и Германия, което струва скъпо на предприятието. Главният кредитор – банка „Бъдащност“ също изпада във финансови затруднения. пивоварната фабрика спира разплащанията си и е обявена в несъстоятелност. Управлението е предадено на назначен от съда синдик – старозагорския адвокат Хараламби Недялков. Няколко години фабриката бездейства.
През 1918 г., след края на Първата световна война други предприемчиви старозагорци – братя Златеви решават да възстановят пивоварната фабрика. Те създават акционерно дружество „Тракия“, в което освен граждани на Стара Загора се включват и акционери от други градове. Акционерното дружество изкупува от синдика всички сгради, машини и инсталации и започва възстановяването на пивоварната, която започва производство през 1921 г. Бирата произведена от „Тракия“ АД е висококачествена и се продава успешно в цяла Южна България. Предприятието има свои представителства в Ямбол, Бургас, Карнобат, Айтос, Елхово, Сливен, Хасково, Кърджали, Пловдив и Пазарджик. Значителни количества се пласират в Пещера, Якоруда, Банско и целия пирински край. Старозагорското пиво е на трето място по продажби в страната след „Шуменско“ и „Прошеково пиво“.
Фабриката и околностите ѝ се превръщат в любимо място за разходка на жителите на Стара Загора. В почивните и празнични дни хората посещават новооткритите „бюфети“ и се наслаждават на старозагорското пиво. През 1927 г. фабриката се електрифицира изцяло. Осигурени са собствени изворни водоизточници. Закупуват се нови машини и инсталации.
Спадът в производството на бира в България, особено след 1925 г., дължащ се на тежката акцизна политика на българското правителство за сметка на поощряване на винарската индустрия след Първата световна война, принуждава собствениците на пивоварни фабрики в България да образуват на 3 април 1927 г. пивоварен картел, в който влизат всички съществуващи към момента 18 фабрики. По решение на картела се затварят 12 пивоварни фабрики, сред тях и тази в Стара Загора. Затворените фабрики спират производство и част от тях продължават да функционират само като депозитни складове за продажба на пиво на останалите 6 действащи пивоварни. Създаването на картела не успява да преодолее спада и различията. През 1931 г. пивоварния картел престава да съществува.
Съгласно решението на картела през 1927 г. пивоварната фабрика „Тракия“ АД преустановява производството на бира. Всички машини, съоръжения и инсталации са продадени. Сградата на малцерая се наема от военното интендантство, което я използва за склад. В разорената фабрика остава да живее само един пазач със семейството си. Сградите са запазени, а околните терени се засяват със зърнени култури. Това, което оцелява през годините, по-късно става основа за изграждането на новата пивоварна фабрика „Загорка“.

### 1954 – 1990
През 1954 г. българското правителство приема решение за възстановяване на пивоварната индустрия в Стара Загора. Започва изграждането на новата пивоварна фабрика „Загорка“. Фабриката влиза в редовна експлоатация на 6 април 1958 г. До края на 1958 г. са произведени 10 426 000 литра бира, през 1959 г. – 17 733 000 литра, през 1965 г. производството достига 27 062 000 литра. През 1963 г. влизат в експлоатация разширено депозитно отделение с вместимост 2 млн. литра и ферментационно отделение с вместимост 300 хил. литра. През 1965 – 1970 г. се изгражда нов малцерай, оборудван с чешка техника, с годишен капацитет 4500 тона малц; влиза в експлоатация и ново бутилково отделение с производителност 15 хил. бутилки за час. Асортиментът на произвежданата продукция включва четири вида двойно филтрирано пиво: светло – 10% екстрактно съдържание, светло тип „Пилзен“ – 13%, черно – 12% и пиво, и тъмно тип „Портер“ – 18%.
През 1960 – 1970 г. производството на бира непрекъснато нараства. Годишното производство на бира през годините се движи както следва: през 1960 г. – 17 235 000 л., 1962 г. – 21 532 000 л., 1964 г. – 24 356 000 л., 1966 г. – 28 527 000 л., 1968 г. – 33 481 000 л., 1970 г. – 39 995 000 л. За периода производството на малц също се увелчава: през 1958 г. са произведени 809 тона малц, 1960 г. – 1028 тона, 1962 г. – 940 тона, 1964 г. – 1019 тона, 1966 г. – 573 тона, 1968 г. – 3290 тона, 1970 г. – 4606 тона.
В края на 60-те години фабриката е преименувана на Пивоварен завод „Загорка“.
През 70-те и 80-те години на XX век в резултат на модернизацията на предприятието производството продължава да расте. Годишното производство на бира през годините се движи както следва: през 1975 г. – 70 169 000 л., 1982 г. – 58 693 000 л., 1984 г. – 59 092 000 л., 1986 г. – 59 622 000 л., 1988 г. – 61 461 000 л., 1990 г. – 69 521 000 л. За периода производството на малц също се увеличава: през 1975 г. са произведени 5266 тона малц, 1982 г. – 4566 тона, 1984 г. – 15504 тона, 1986 г. – 15563 тона, 1988 г. – 15580 тона, 1990 г. – 15741 тона.
В края на 1984 г. започва генерална реконструкция и модернизация на завода. Изгражда се ново въздушно и хладилно стопанство, монтират се две нови чешки варилни инсталации, 19 бр. белгийски цилиндрично конични апарати, инсталация за измиване и дезинфекция, нови кизелгурови филтри, нови бутилиращи машини, изгражда се ново успокоително отделение с 12 съда, построяват се нови складове за пиво и амбалаж и склад за ечемик в с. Трънково.
В края на 80-те „Загорка“ започва да изнася в чужбина. Произведена е първата българска безалкохолна бира – Zagorka Vita, предназначена за износ в Близкия изток. През 1981 г. „Загорка“ за пръв път се представя на международното състезание Monde Selection. Оттогава печели общо 11 отличия, от които три сребърни, седем златни медала и голямата награда – злато и трофей за качество през 1985 г.

### След 1990 г.
С Решение № 152/06.12.1990 г. на министъра на земеделието и хранителната промишленост се образува фирма с държавно имущество „Загорка" – гр. Стара Загора. На 8 януари 1991 г. в търговския регистър при Окръжен съд – Стара Загора е вписана Държавна фирма „Загорка", като правоприемник на активите и пасивите на Пивоварен завод „Загорка" от прекратеното СО „Българско пиво".
С ПМС № 176/1991 г. държавната фирма се преобразува в „Загорка“ ЕООД, като правоприемник на активите и пасивите на ДФ „Загорка“, което се вписва в търговския регистър на 31.10.1991 г. С решение на Старозагорския окръжен съд от 19.10.1994 г. се вписва преобразуването на „Загорка“ ЕООД в „Загорка“ ЕАД.
„Загорка“ АД – Стара Загора, е първото приватизирано пивоварно дружество в България. На 28.10.1994 г. „Брюинвест“ (Brewinvest), регистрирано в Гърция, в което с по 50% акционери са пивоварната компания Heineken, Холандия, и „Кока-Кола Хеленик Ботлинг Къмпани“ (Coca-Cola Helenic Bottling Company) закупуват 80% от акциите на дружеството за 21,7 милиона щатски долара.
С решение на Старозагорския окръжен съд от 22.03.1995 г. формата на дружеството се променя в „Загорка“ АД.
През 1997 г. Brewinvest („Хайнекен“ и „Кока-Кола Хеленик Ботълинг Кампъни“) придобиват чрез борсата мажоритарен дял и от акциите на „Пивоварна Ариана“ АД – София.
През 1998 г. „Загорка“ АД е сертифицирана по международния стандарт ISO 9002. През ноември 2005 г. компанията е сертифицирана по нова интегрирана система за управление на качеството и околната среда ISO 14 001:2004.
През 2001 г. общите инвестиции на „Хайнекен“ и „Кока-Кола Хеленик Ботълинг Кампъни“ в Загорка надхвърлят 60 милиона лева, вложени в реконструкция и модернизация на ферментационната система (6 милиона евро), филтрацията (1 милион евро), охлаждащата система (1 милион евро), в изграждането на нова бутилираща линия (7 милиона евро), нова линия за пълнене на кегове (2 милиона евро) и закупуването на екологични каси (5 милиона евро).
През 2002 г. пивоварната е пазарен лидер в България с 26% пазарен дял.
През 2003 г. „Пивоварна Ариана“ АД се влива в „Загорка“ АД.
През 2004 г. е изграден нов пивоварен цех за над 2 милиона евро. Инвестициите в „Загорка“ АД от приватизацията до края на 2006 г. са около 90 милиона евро. През 2008 г. „Загорка“ АД е пазарен лидер с 35,6% пазарен дял.
През октомври 2013 г. пивоварна „Загорка АД“ открива новия си склад за готова продукция, който е проектиран и сертифициран по световнопризнатия метод за оценяване на екологичните показатели на сгради от всякакъв тип – BREEAM. Това е първата зелена индустриална сграда в България, а и първата пивоварна на Heineken в целия свят, която притежава такъв зелен склад.

## Марки бира
В портфолиото на „Загорка“ АД са включени следните марки бира:
- Загорка в четири разновидности:
  - „Загорка Спешъл“ – светла бира с екстрактно съдържание 11,4° P и алкохолно съдържание 5,0 об. %
  - „Загорка Голд“ – премийна светла бира с алкохолно съдържание 5,0 об. %
  - „Загорка Резерва“ – тъмна сезонна бира с екстрактно съдържание 14.5° P и алкохолно съдържание 6,0 об. %
  - „Загорка Фюжън“ – светла сезонна плодова бира с алкохолно съдържание 2 об. % със сок от бяло грозде
- Ариана в две разновидности:
  - „Ариана светло“ – светла бира с екстрактно съдържание 10° P и алкохолно съдържание 4,5 об. %
  - „Ариана тъмно“ – тъмна бира с екстрактно съдържание 13° P и алкохолно съдържание 5,5 об. %
- Столично – силна тъмна бок бира, с алкохолно съдържание 6,5 об. % и екстрактно съдържание 16° Р
- Heineken – международна марка на Хейнекен Груп; произвежда се по лиценз.
- Amstel – международна марка на Хейнекен Груп; произвежда се по лиценз.
- Desperados – международна марка на Хейнекен Груп; бира с аромат на текила, с алкохолно съдържание 5,9 об. %.

Някои от продуктите на „Загорка“ АД са награждавани многократно от различни престижни организации. 4 от марките в успешното портфолио на „Загорка“ АД (Загорка, Zagorka Rezerva 2011, Ариана и Ариана Тъмно) получиха златни медали на международните годишни селекции за качество 2012, организирани от Международния институт по качество Монд Селексион.

## Икономически данни
Загорка АД e лидер на пазара на бира в България с пазарен дял от 31% през 2004 г. През 2005, 2006, 2007 г. пазарният ѝ дял непрекъснато расте като за 2008 г. е 35,6%.
Пивоварната е част от групата на Heineken. Загорка АД е на 4-то място в Област Стара Загора по нетни приходи от продажби за 2003 г. (76 135 000 лв., ръст от 128,8%) и на 6-о по реализирана печалба (2 839 000 лв.). За 2004 г. печалбата на пивоварната е над 7 млн. лв. (по предварителни данни). Фирмата е отличавана през 2003 и 2004 г. с наградата „Златна роза“ като водещ данъкоплатец в България. За 2005 година „Загорка“ АД регистрира печалба по международните счетоводни стандарти преди лихви и данъци от 4 747 000 евро, която е с 15% по-висока спрямо 2004 г. За дружеството работят над 650 души, при средна възраст под 35 години.